# Iberolacerta galani
La lagartija leonesa (Iberolacerta galani) es una especie de lagartija de la familia Lacertidae, endémica de los Montes de León.
El nombre específico, galani, se refiere al herpetólogo español Pedro Galán Regalado (1955).

## Descripción
Iberolacerta de talla grande, longitud cabeza-cloaca notable (hembras hasta 84,42 mm), con patas anteriores y posteriores comparativamente más cortas que otras especies. Numerosos ocelos axilares de color azul vivo.

## Distribución
Iberolacerta galani es endémica de los Montes de León, noroeste de la península ibérica: Sierra Segundera, Sierra de la Cabrera, Peña Trevinca y Sierra de Teleno, entre las provincias de León, Zamora y Orense.

## Hábitat
En su área de distribución, Iberolacerta galani habita zonas supraforestales, entre los 1.770 y 2.000 m s. n. m., caracterizados por un clima de alta montaña incluidos en los pisos climáticos oromediterráneo y crioromediterráneo.